# Rishabha
Rishabha (in sanscrito ऋषभ,  toro, anche Rishabhanatha, Ṛṣabhadeva, Rishabhadeva o Ṛṣabha; fl. VI secolo a.C.) è stato il primo dei 24 profeti (Tirthamkara) della dinastia Ikshvaku, da lui stesso fondata secondo i principi del giainismo.

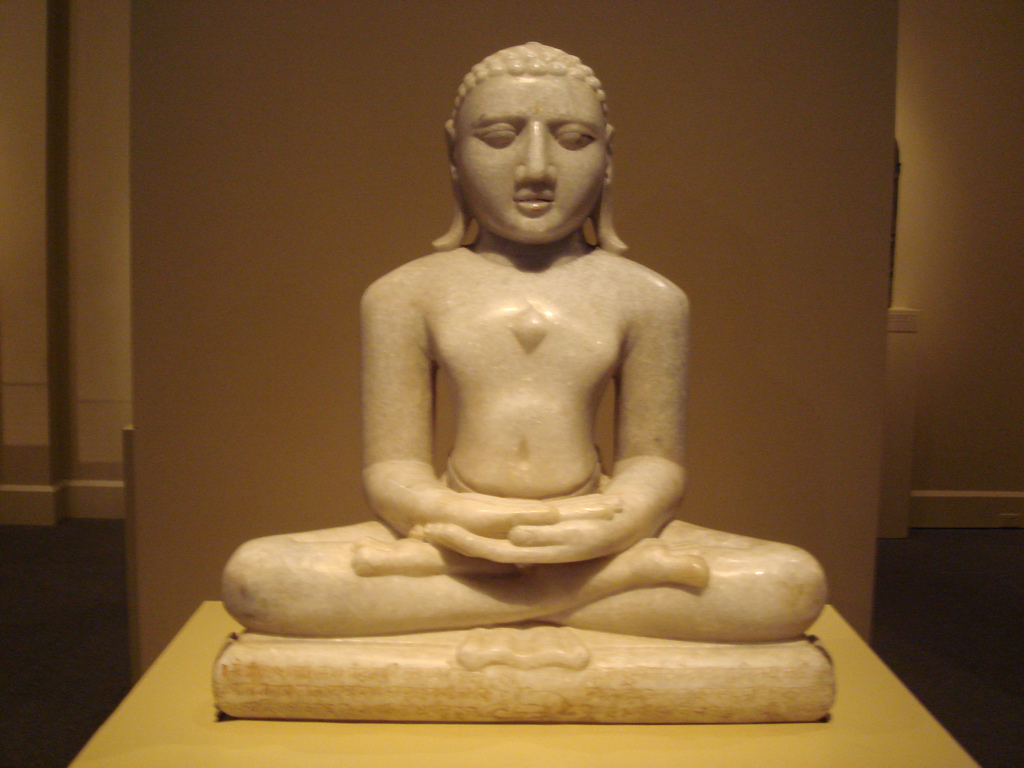
Scultura indiana raffigurante Rishabha in meditazione.

Fu il primo di ventiquattro insegnanti nell'attuale mezzo ciclo di tempo nella cosmologia Jain e chiamò un "guerriero ford" perché i suoi insegnamenti aiutavano uno attraverso il mare di interminabili rinascite e morti (saṃsāra). Le leggende Jain lo descrivono come vissuto milioni di anni fa. È anche conosciuto come Ādinātha che si traduce in "Primo (Adi) Lord (nātha)", così come Adishvara (primo ishvara), Yugadideva (deva di yuga), Prathamaraja (primo re) e Nabheya (figlio di Nabhi). Insieme a Mahavira, Parshvanatha e Neminatha, Rishabhanatha è uno dei quattro Tirthankara che attirano il culto più devozionale tra i giainisti.
Secondo i resoconti tradizionali di Jain, nacque dal re Nabhi e dalla regina Marudevi nella città di Ayodhya, nel nord dell'India, chiamata anche Vinita. Aveva due mogli, Sunanda e Sumangala. Sumangala è descritta come la madre dei suoi novantanove figli (incluso Bharata) e una figlia, Brahmi. Sunanda è raffigurata come la madre di Bahubali e Sundari. L'improvvisa morte di Nilanjana, una delle ballerine di Indra, gli ricordò la natura transitoria del mondo e sviluppò un desiderio di rinuncia.
Dopo la sua rinuncia, lo stato delle leggende giainiste Rishabhanatha vagò senza cibo per un anno intero. Il giorno in cui ha ottenuto il suo primo ahara (cibo) è celebrato da Jains come Akshaya Tritiya. Raggiunse Moksha sul Monte Asthapada (Kailash). Il testo Adi Purana di Jinasena è un resoconto degli eventi della sua vita. La sua iconografia comprende statue colossali come la statua di Ahimsa, Bawangaja e quelle erette nella collina di Gopachal. Le sue icone includono l'omonimo toro come emblema, l'albero di Nyagrodha, Gomukha (faccia di toro) Yaksha e Chakreshvari Yakshi.

## Vita di Rishabha
Nel canone gianista, Rishabha nacque dal re Nabhi Raja (Kulkar) e dalla regina Marudevi a Ayodhya, prima dell'inizio della civiltà. Egli insegnò agli uomini l'agricoltura, l'allevamento, la cucina e molto altro (per un totale di 72 arti maschili e 64 arti femminili).
Rishabha generò 101 figli, i primi dei quali furono Bharata e Bahubali, e due figlie, Brahmi e Sundari.
Il Gianismo crede che il suo figlio maggiore, Bharata, sia stato un cakravartin il quale riuscì a conseguire la moksha (liberazione), e che viene perciò venerato come siddha. Sempre secondo il credo gianista l'India venne chiamata Bhāratavarsha o Bhārata in suo onore.

## Storicità di Rishabha
Per quanto molta della mitologia concernente Rishabha non sia verificabile storicamente, vari studiosi moderni sostengono che tali miti siano stati imbastiti attorno ad un personaggio storico realmente esistito. Tali asserzioni sono basate su prove di tipo storico e archeologico. P. C. Roychoudary colloca il periodo in cui visse Rishabha tra la fine del Neolitico e l'inizio dell'era dell'agricoltura. Storici contemporanei quali Ramaprasad Chanda, Vilas Sangave, Heinrich Zimmer, Thomas McEvilley, P.R. Deshmukh, Mircea Eliade e l'archeologo John Marshall sono del parere che esistano connessioni tra Rishabha e la civiltà della valle dell'Indo.